# Liste von Persönlichkeiten der Stadt Sangerhausen
Die Liste der Persönlichkeiten der Stadt Sangerhausen enthält Personen, die in der Geschichte der Stadt Sangerhausen eine nachhaltige Rolle gespielt haben. Es handelt sich dabei um Persönlichkeiten, denen die Ehrenbürgerschaft verliehen wurde, die hier geboren sind oder hier gewirkt haben.
Für die Persönlichkeiten aus den nach Sangerhausen eingemeindeten Ortschaften siehe auch die entsprechenden Ortsartikel.

## Ehrenbürger
- Gustav Adolf Spengler, Mitbegründer des Heimatmuseums
- 1917: Paul von Hindenburg (1847–1934), Generalfeldmarschall[1]
- 1933: Adolf Hitler (1889–1945), Reichskanzler[2]

## Söhne und Töchter der Stadt

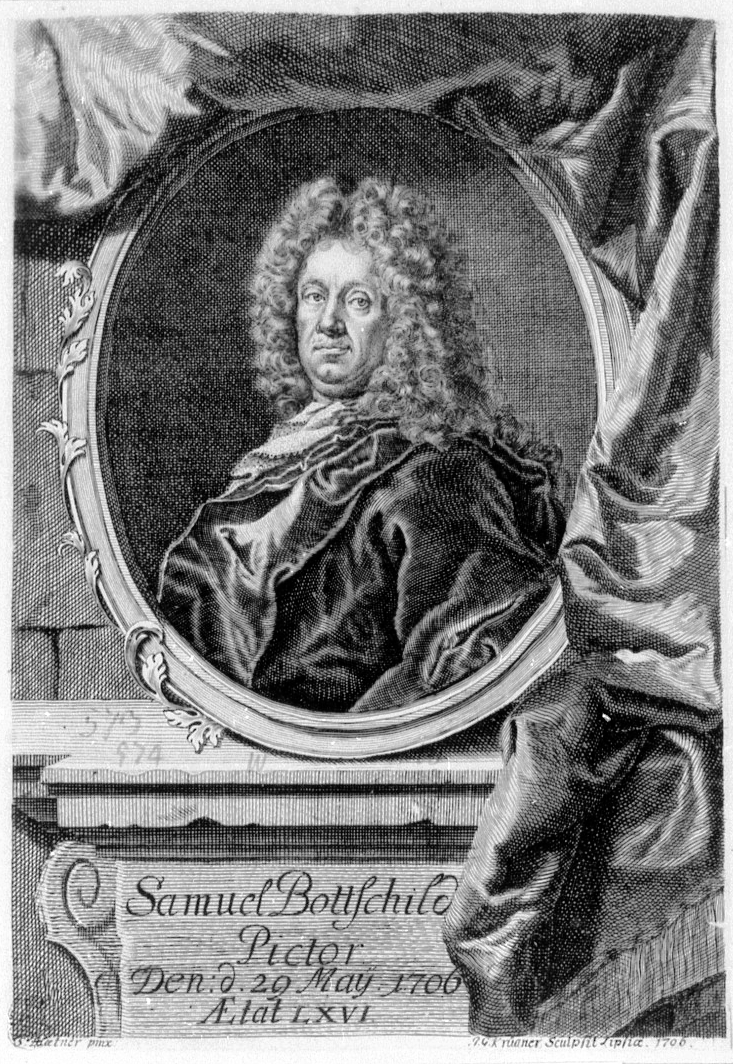
Samuel Bottschild, 1706

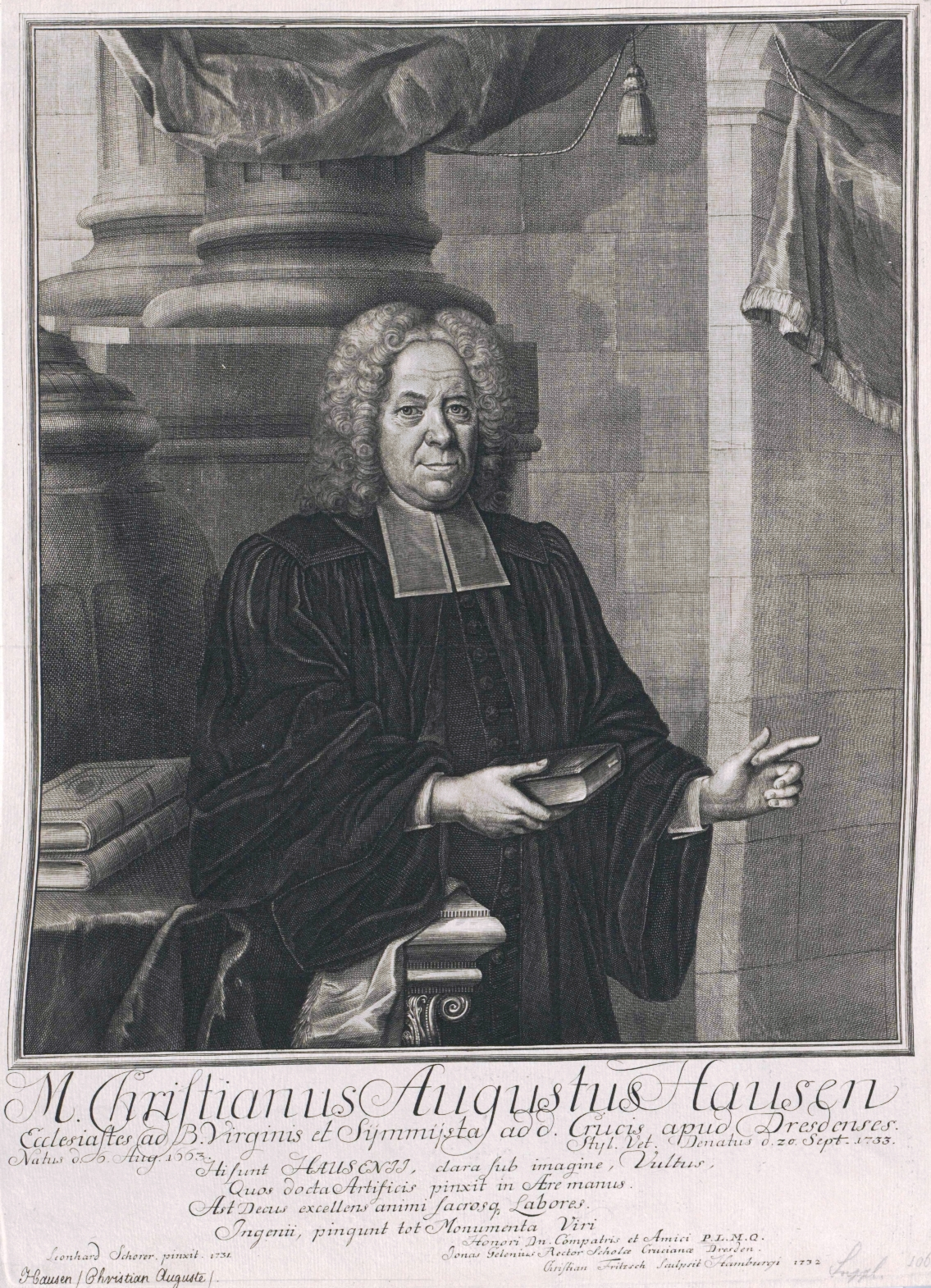
Christian August Hausen, 1731

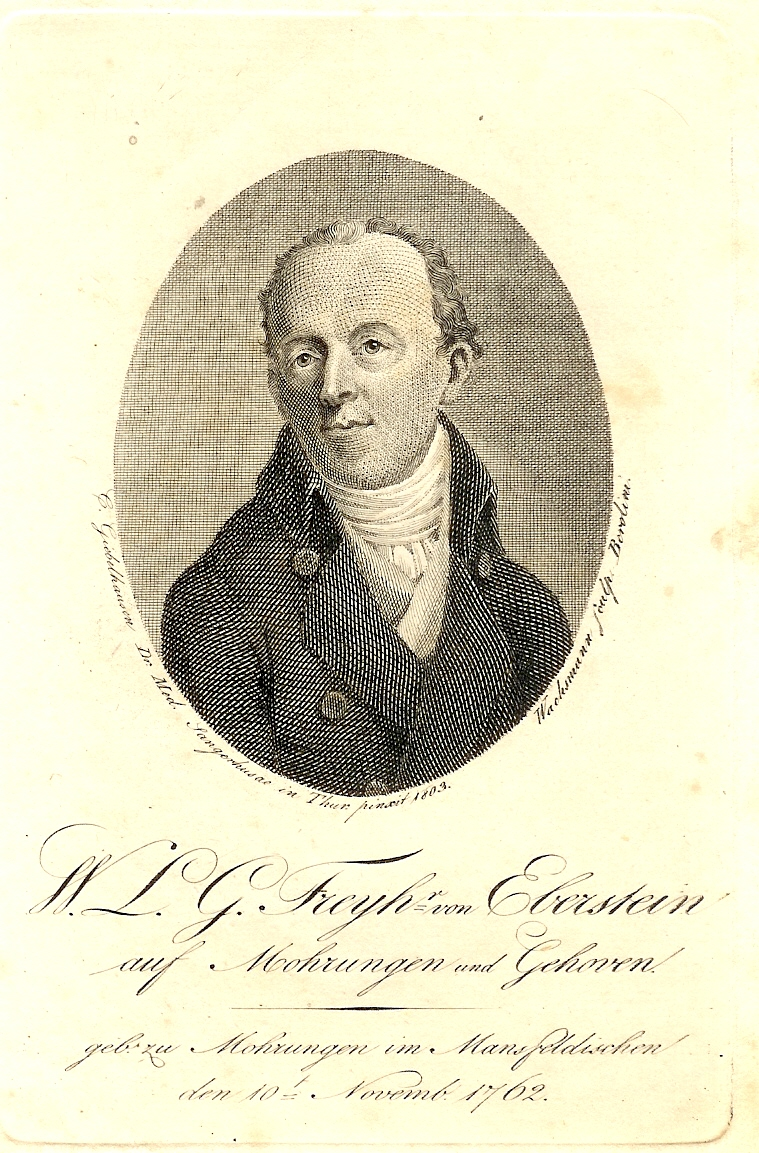
Wilhelm Ludwig Gottlob Freiherr von Eberstein, 1803

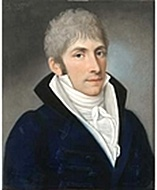
Christian August Joachim Leißring, 1810

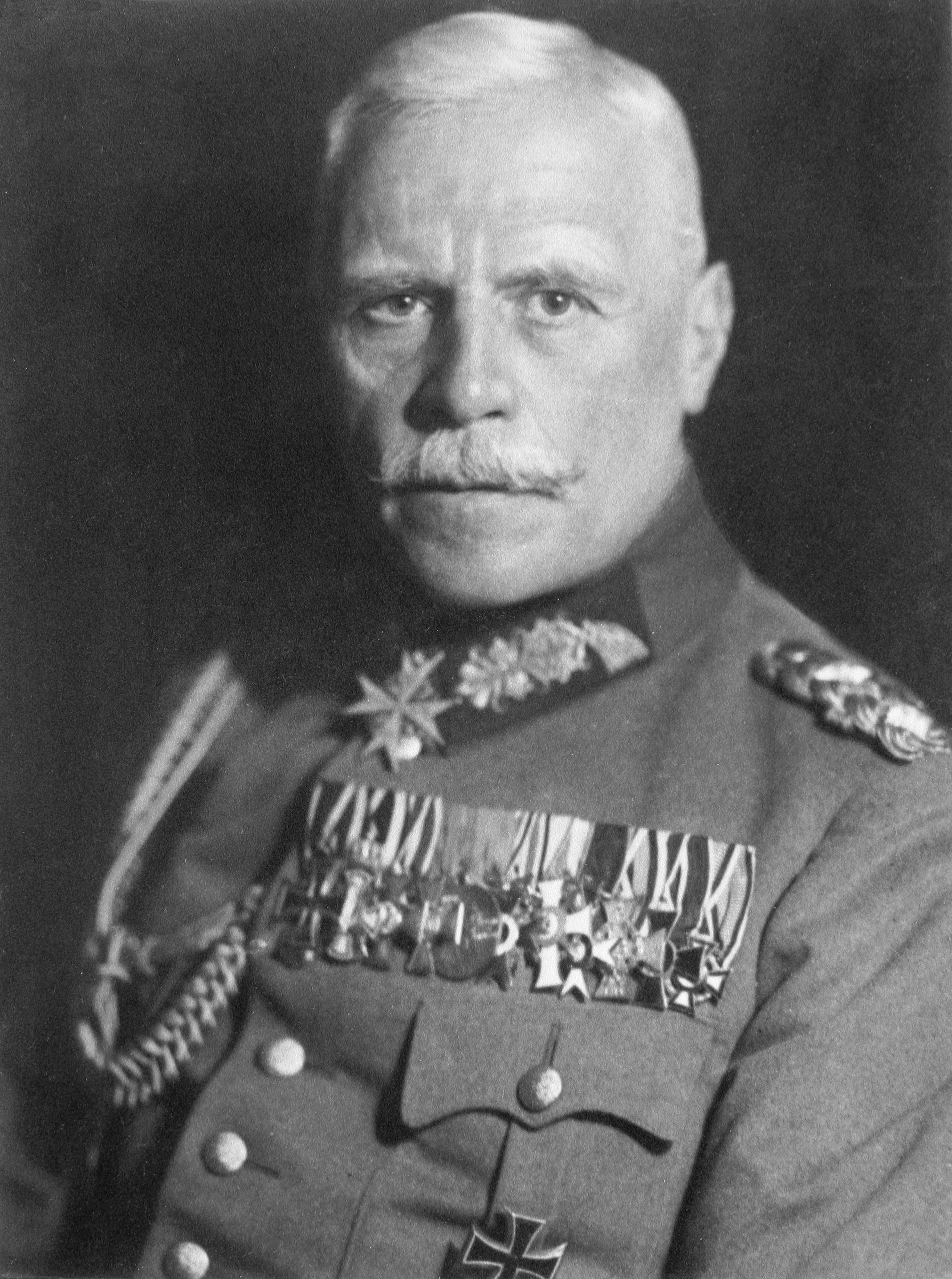
Max Ludwig, 1929

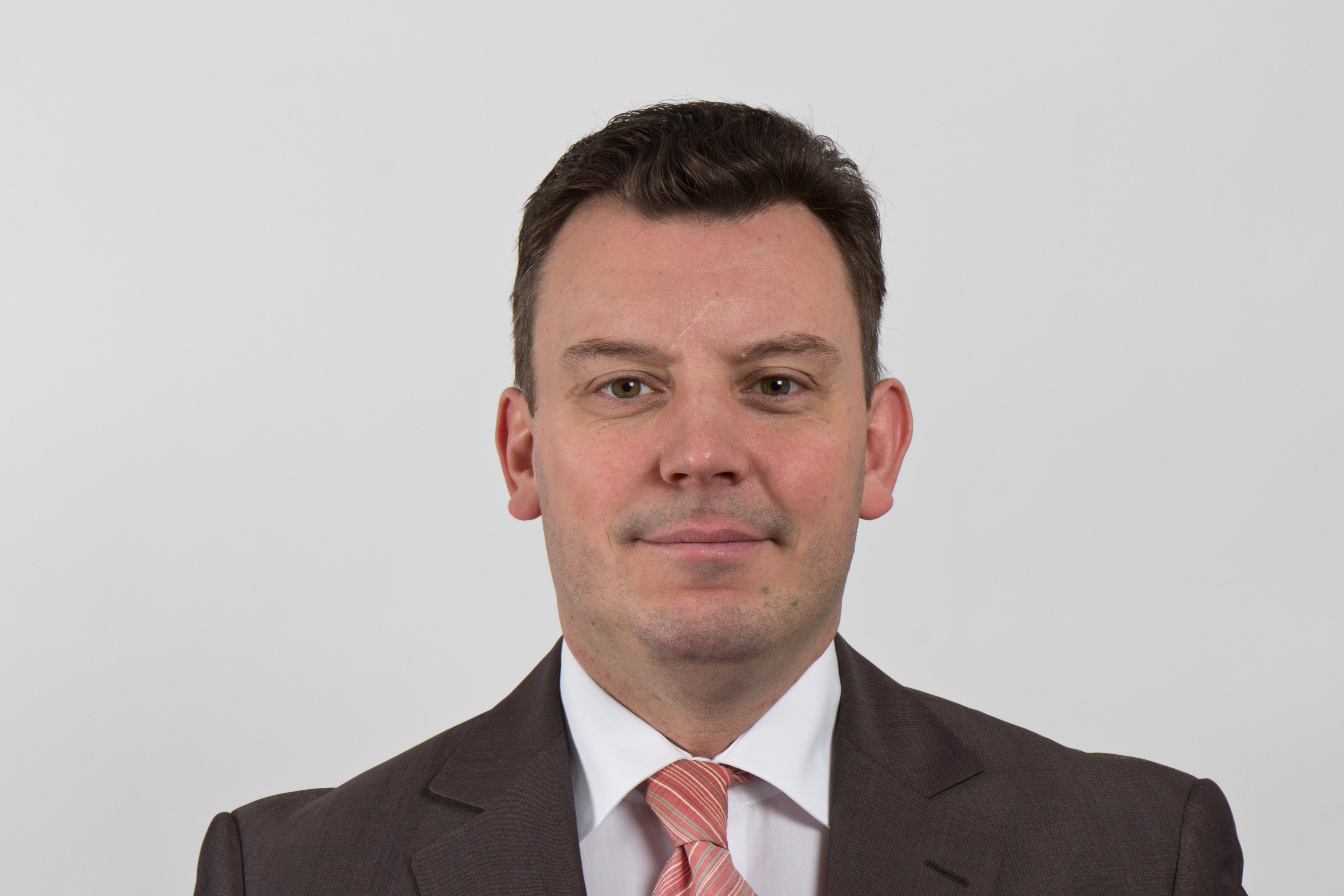
André Schröder, 2012

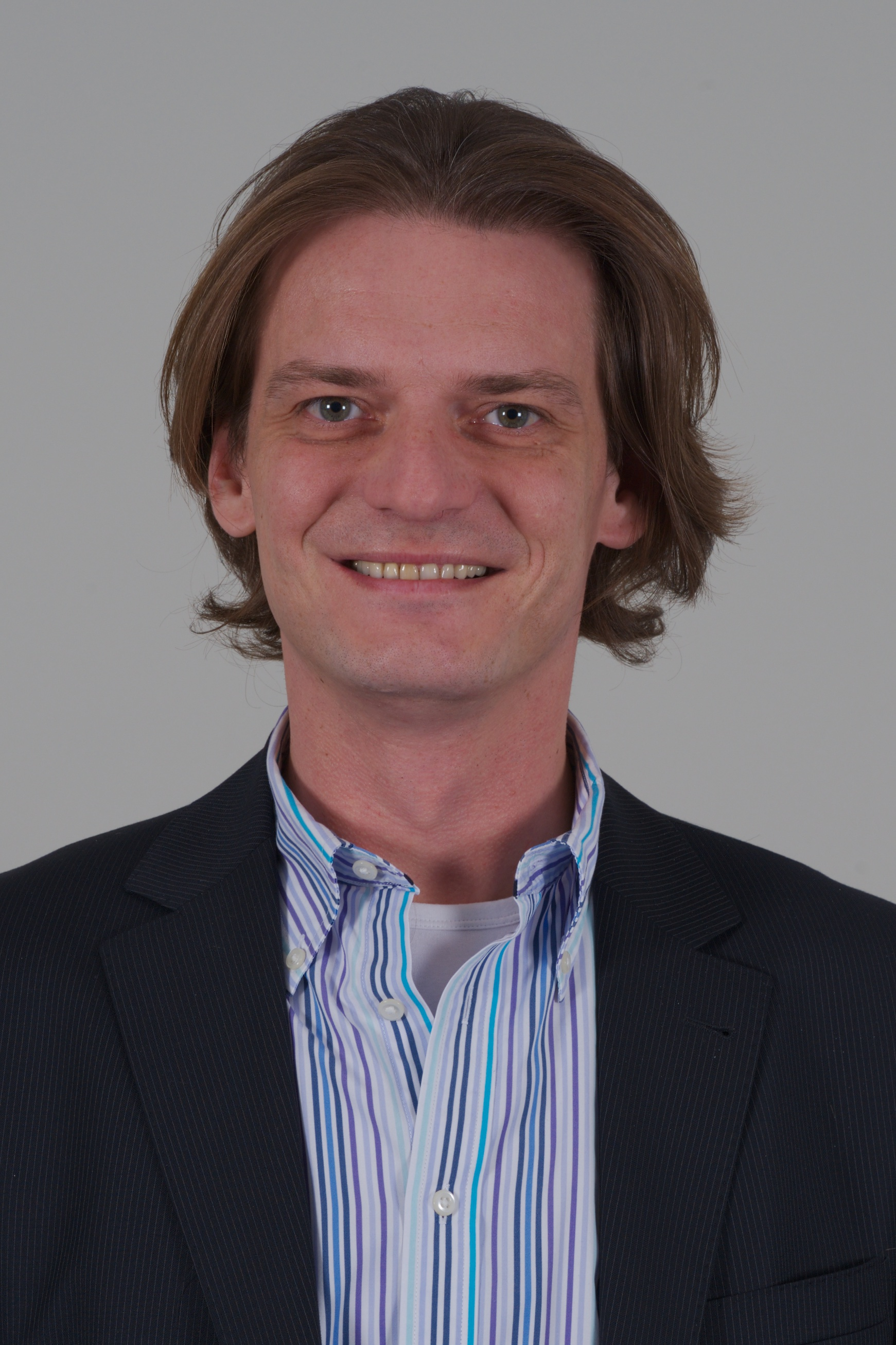
Stefan Gebhardt (2012)

### Geboren im 16. und 17. Jahrhundert
- Heinrich Maius (1545–1607), evangelischer Theologe
- Johannes Niedling (1602–1668), Kirchenlieddichter
- Philipp Müller (1640–1713), lutherischer Theologe
- Samuel Bottschild (1641–1707), Dresdner Maler, der vor allem wegen seiner Wand- und Deckenmalerei bekannt wurde
- Heinrich Christoph Fehling (1654–1725), Hofmaler Augusts des Starken in Dresden
- Christian August Hausen der Ältere (1663–1733), lutherischer Theologe und Historiker
- Johann August Olearius (1688–1746), evangelischer Theologe

### Geboren im 18. Jahrhundert
- Johann Friedrich Hoffmann (1710–1759), Jurist, Bergrichter und Bürgermeister von Sangerhausen
- Johann Carl Friedrich von Brause (1729–1792), evangelischer Theologe
- Johann Karl Christoph Ferber (1739–1786), Hochschullehrer an der Universität Helmstedt und Philosoph
- Friedrich August von Leutsch (1757–1818), Jurist, sächsischer Diplomat und hannoverscher Gerichtsvizepräsident
- Wilhelm Ludwig Gottlob Freiherr von Eberstein (1762–1805), Schriftsteller und Philosoph, geboren in Morungen
- Christian August Joachim Leißring (1777–1852), Schauspieler und Opernsänger (Tenor)
- Johann Friedrich Agthe (1788–1840), Stadtmusiker in Weimar
- Friedrich Wilhelm Agthe (1796–1830), Komponist und Kreuzkantor

### Geboren im 19. Jahrhundert
- Emil Rödiger (1801–1874), Orientalist und Semitist
- Julius von Bose (1809–1894), preußischer General der Infanterie
- Otto Ludwig Krug von Nidda (1810–1885), preußischer Beamter im Bergbauwesen, Reichstagsabgeordneter
- Louis Krug von Nidda (1821–1902), preußischer Stabsoffizier sowie Mitglied des Reichstags des Deutschen Kaiserreichs
- Julius Schmidt (1823–1897), Offizier und Prähistoriker
- Rudolf von Ploetz (1825–1898), preußischer Generalmajor
- Johannes Moritz Wölfel (1830–1893), Rechtsanwalt und Mitglied des Reichstages
- Alfred Freiherr von Werthern (1842–1908), preußischer Generalmajor und Chronist der Familie von Werthern
- Emil Jungmann (1846–1927), Philologe
- Bruno Hilpert (1850–1910/16), kaiserlicher Musikdirektor
- Friedrich Krankenhagen (1850–1928), Gymnasiallehrer, Mathematiker, Philologe und Schuldirektor in Stettin
- Sigismund von Förster (1856–1934), preußischer General der Infanterie
- Ludwig von Doetinchem de Rande (1864–1941), preußischer Regierungsdirektor und Landrat
- Max Ludwig (1871–1961), General der Artillerie und Chef des Heereswaffenamtes
- Hans Paul Heinrich Walter (1882–1959), Botaniker
- Ernst Fulda (1885–1960), Bergbaubeamter
- Paul Brohmer (1885–1965), Biologe
- Wilhelm Dienemann (1891–1966), Geologe
- Alban Heß (1891–1970), Buchhändler und Gegner des Nationalsozialismus
- Ernst Rose (1899–1990), US-amerikanischer Germanist und Hochschullehrer

### Geboren im 20. Jahrhundert
- Paul Lähne (1902–1990), Politiker und Gewerkschafter
- Hans Schulze (1903–1962), Eisenbahningenieur
- Hans Wenke (1903–1971), Erziehungswissenschaftler und parteiloser Bildungspolitiker
- Werner Stock (1903–1972), Schauspieler
- Werner Rothmaler (1908–1962), Botaniker und Professor an der Universität Greifswald
- Horst Rumstedt (1921–1986), Maler und Bildhauer
- Werner Braun (1926–2012), Musikwissenschaftler
- Erika Arlt (1926–2015), Heimatforscherin und Trägerin des Bundesverdienstkreuzes
- Helmut Bauermeister (1927–1989), DDR-Wirtschaftsexperte und Diplomat
- Heinz Heydecke (1931–1985), Schriftsteller
- Karl Joachim Münzenberg (* 14. März 1931), Professor für Orthopädie in Bonn, Entdecker des Brushits im Knochen
- Friedrich Wilhelm Eigler (* 1932), Transplantationsmediziner, Emeritus für Chirurgie
- Heinz Göhring (1935–2000), Soziologe und Dolmetscher
- Reiner Kühnau (1936–2022), Mathematiker, Universitätsprofessor an der Martin-Luther-Universität Halle-Wittenberg in Halle und Mitglied der Leopoldina
- Florian Tennstedt (* 1943), Professor in Kassel
- Einar Schleef (1944–2001), Regisseur und Schriftsteller
- Frank Werner (* 1944), Schriftsteller und Hörspieldramaturg
- Klaus Friedrich Messerschmidt (* 1945), freischaffender Bildhauer, Grafiker und Autor
- Klaus-Otto Zirkler (* 1946), Tierarzt und Politiker (LDPD und FDP)
- Jan Spitzer (1947–2022), Schauspieler und Synchronsprecher
- Gerd Böttger (* 1948), Politiker (SED, PDS und Die Linke) und ehemaliger Abgeordneter im Landtag von Mecklenburg-Vorpommern
- Jörg Weißhaupt (* 1949), Fußballspieler in der DDR-Oberliga
- Gerd Hubold (* 1950), Meeresbiologe
- Harald Koch (* 1954), Politiker (Die Linke) und von 2009 bis 2013 Mitglied des Deutschen Bundestages
- Manfred Leisenberg (* 1954), Hochschullehrer der Informatik
- Norbert Nachtweih (* 1957), Fußballspieler
- Manfred Möck (* 1959), Schauspieler
- Simone Heinemann-Meerz (* 1960), ehemalige Präsidentin der Landesärztekammer Sachsen-Anhalt
- Andreas Knebel (* 1960), Leichtathlet
- Sabine Seidler (* 1961), Rektorin an der Technischen Universität Wien
- Martina Beltz (* 1962), Schachspielerin
- Undine Materni (* 1963), Schriftstellerin und Lyrikerin
- Ariane Radfan (* 1965), Volleyballspielerin
- Thomas Liese (* 1968), Radrennfahrer
- Steffen Ritter (* 1968), Wirtschaftstrainer, Wirtschaftsautor und Redner
- André Schröder (* 1969), Politiker (CDU), ehemaliger Finanzminister und Landtagsabgeordneter von Sachsen-Anhalt, Landrat des Landkreises Mansfeld-Südharz
- Juschka Spitzer (* 1969), Theaterschauspielerin und -regisseurin
- Juliane Kleemann (* 1970), Pfarrerin und Politikerin (SPD)
- Nils Heinrich (* 1971), Kabarettist, Komponist und Musiker
- Dominik Maltritz (* 1971), Ökonom und Hochschullehrer
- Stefan Gebhardt (* 1974), Politiker (Die Linke), geboren in Wippra
- Andreas Gehlmann (* 1974), Politiker (AfD)
- Diana Herold (* 1974), Fotomodell, Tänzerin in der Comedysendung Bullyparade
- Sylvia Kühnemund (* 1974), ehemalige Mittelstreckenläuferin, die auf den 1500-Meter-Lauf spezialisiert war
- Sven Strauß (* 1974), Politiker (SPD)
- Nadine Hampel (* 1975), Politikerin (SPD)
- Daniel Bätge (* 1976), Rockmusiker
- Kai Niemann (* 1978), Komponist und Sänger
- Frank Sitta (* 1978), Politiker (FDP), Mitglied im Präsidium der FDP, Landesvorsitzender der FDP Sachsen-Anhalt und FDP-Kreisvorsitzender in Halle (Saale)
- Daniel Ochoa (* 1979), Sänger
- Sascha Trültzsch-Wijnen (* 1979), Medien- und Kommunikationswissenschaftler, assoziierter Uni-Professor Salzburg
- Evelyn Edler (* 1981), Politikerin (Die Linke)
- Matthias Redlich (* 1982), Politiker (CDU)
- Christoph Hess (* 1984), Rapper
- Annekatrin Thiele (* 1984), Skull-Ruderin
- Thomas Nathan Krüger (* 1986), Komponist
- Sebastian Lüdecke (* 1987), Politiker (Bündnis 90/Die Grünen), von 2011 bis Juni 2016 Landesvorsitzender in Sachsen-Anhalt
- Paul Winter (* 1997), Skispringer

## Persönlichkeiten mit Bezug zur Stadt
- Jutta von Sangerhausen (≈1200–1260), Selige (Regionalheilige), Schutzpatronin und Wohltäterin
- Anno von Sangerhausen († um 1273), zehnter Hochmeister des Deutschen Ordens und Landesmeister von Livland
- Hans Knauth († um 1485), Amtmann von Sangerhausen
- Caspar Tryller (1542–1625), kursächsischer Amtschösser und Stifter in Sangerhausen
- Michael Tryller (1551–1610), kursächsischer Amtschösser in Sangerhausen
- Ägidius Hunnius der Jüngere (1594–1642), Theologe, Superintendent von Sangerhausen
- Christian Gottlob Kändler (1703–1766), wissenschaftlicher Publizist, war von 1730 bis zu seinem Tode Rektor der Stadtschule in Sangerhausen
- Bernhard Dächsel (1823–1888), Justizrat von Sangerhausen
- Hermann Menge (1841–1939), Altphilologe, Pädagoge und Verfasser einer Bibelübersetzung, zwischen 1887 und 1894 Leiter des Gymnasiums in Sangerhausen
- Moritz Knobloch, Bürgermeister von Sangerhausen (1882–1919)
- Gustav Adolf Spengler (1868–1961), Tischlermeister, Heimatforscher und Entdecker eines Mammuts, zu sehen im Spengler-Museum in Sangerhausen
- Martin Wiegel (1898–1949), LDP-Fraktionsvorsitzender 1947–1948 und Minister für Handel und Versorgung 1948–1949 in Sachsen-Anhalt
- Wilhelm Schmied (1910–1984), Maler und Grafiker
- Thilo Ziegler (1937–2015), Kommunalpolitiker, Bergmann und Heimatforscher
- Christoph Hess (* 1984), Rapper (Cr7z)